# Pâte de guimauve
Pour les articles homonymes, voir Fluff.

## Historique
Avant l'utilisation de la gélatine et de diverses autres substances, les racines de la guimauve, une plante des zones humides, étaient utilisées pour créer une pâte : la pâte de guimauve.
Le Fluff peut être trouvé en France sur site web ou dans certains commerces vendant des produits américains.